# Mauro Guerra
Mauro Guerra (Como, 11 agosto 1957) è un politico italiano, più volte deputato.

## Biografia
Candidato alle elezioni del 1992 per il Partito della Rifondazione Comunista, è il primo dei non eletti e subentra poi nel luglio dello stesso anno a Eugenio Melandri.
Alle elezioni del 1994 corre per l'Alleanza dei Progressisti nel collegio di Como, in cui viene sconfitto da Gabriele Ostinelli, candidato del Polo delle Libertà; viene però eletto nella parte proporzionale, come rappresentante di Rifondazione.
Nel 1995 partecipa a una scissione da Rifondazione, contribuendo alla fondazione del Movimento dei Comunisti Unitari, che confluiranno poi, nel 1998, nei Democratici di Sinistra.
Nel frattempo, alle elezioni del 1996, viene rieletto per la terza volta alla Camera, vincendo per L'Ulivo il collegio di Merate, in cui con il 35,0% batte Alberto Bosisio (Lega Nord, 34,2%) e Giulio Boscagli (Polo per le Libertà, 30,9%).
Nel 2007 è stato il candidato dell'Unione come presidente della provincia di Como, ma è stato sconfitto da Leonardo Carioni, candidato della Casa delle Libertà.
È stato più volte sindaco di Tremezzo: dal 1990 al 1995 per Rifondazione Comunista, dal 1999 al 2009 per una lista civica. Nel 2014 è stato eletto sindaco del nuovo comune di Tremezzina (nato dalla fusione di Tremezzo con altri tre comuni confinanti) per una lista civica ed è stato poi successivamente confermato nel 2019.
Nel dicembre 2012 si è candidato alle primarie per la scelta dei candidati parlamentari del Partito Democratico in vista delle elezioni del 2013, risultando il secondo classificato in provincia di Como, dietro alla deputata uscente Chiara Braga, e venendo quindi poi rieletto, nel febbraio 2013, deputato.